# Yann Larc'hantec
Yann Larc'hantec ou Yann Larhantec, né le 30 septembre 1829 à Plougonven et mort le 1er janvier 1913 à Landerneau, est un sculpteur français.

## Biographie
Yann Larc'hantec est le fils de Jean-Marie et Françoise Guillou, un couple de cultivateurs au bourg de Plougonven. Il a vécu la majeure partie de sa vie adulte à Morlaix — il y habitait en 1864 — puis à Landerneau.
Il fut le successeur des artisans-sculpteurs locaux Prigent et Roland Doré. À la tête d'un atelier à Morlaix, puis à Landerneau, regroupant vers 1890 plus de 20 tailleurs de pierre et maçons, il érigea 134 chantiers de calvaires dans le Finistère, ainsi que la construction ou la restauration de monuments et sculptures dans de nombreuses églises.

## Œuvres dans les collections publiques
- Clohars-Carnoët : 

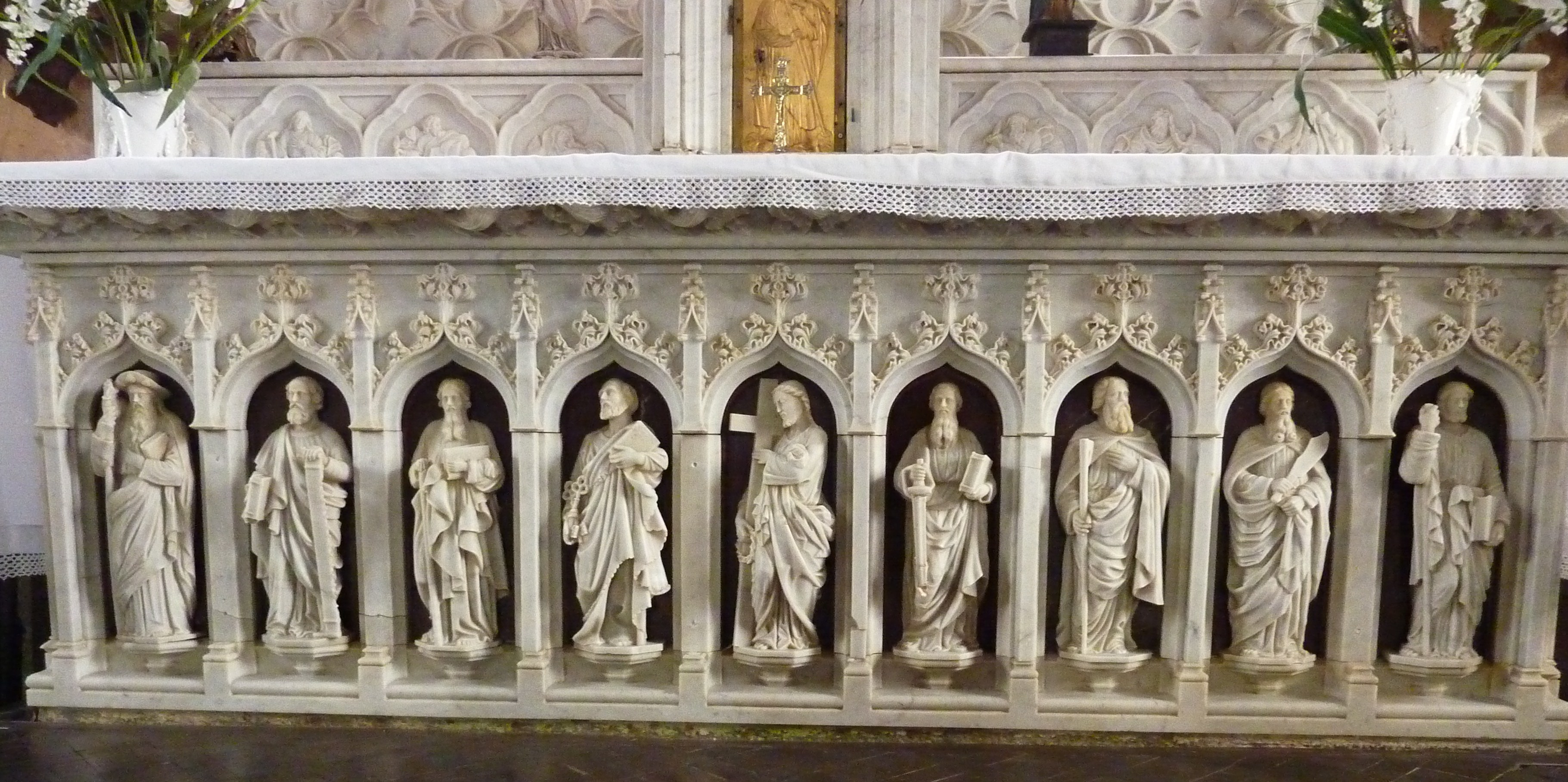
Autel, marbre, église Saint-Jean-Baptiste de la Feuillée.

  - cimetière : croix de cimetière, 1901[2].
  - Doëlan, à l'est de Port-Blanc : Descente de croix, 1971[3].
- Confort-Meilars : restauration du calvaire, 1870.
- La Feuillée, église Saint-Jean-Baptiste : autel, 1866, marbre blanc.
- Le Faou : croix de Kergadiou, 1871, entre Rumengol et Le Faou.
- Plougar : calvaire extérieur, 1875, avec un réemploie d'une statue de saint Jean-Baptiste datant de la première moitié du XVIIe siècle, œuvre de Roland Doré.
- Plougonven :
  - église paroissiale Saint-Yves : autels en kersanton.
  - cimetière : tombeau de l'abbé Le Teurnier.
  - restauration du calvaire, 1897, avec disparition des traces de polychromie, après sa destruction lors de la Révolution française, les croix sont de lui comme la tête du diable.
- Plounéventer, cimetière : François-Louis Soubigou, buste du sénateur ornant sa tombe[4].
- Plourin : calvaire, 1874.
- Quimperlé :
  - église paroissiale Notre-Dame : sculptures.
  - cimetière Saint-David :
    - tombeau de Jean-François Mazé, 1869, granite de kersanton ;
    - tombeau de François-Marie Quéméneur, 1884, granite de kersanton.
- Saint-Thégonnec, calvaire de l'église : La Vierge Marie et Saint Jean-Baptiste, 1864, statues[5].